# Ceramida bedeaui
Ceramida bedeaui är en skalbaggsart som beskrevs av Wilhelm Ferdinand Erichson 1840. Ceramida bedeaui ingår i släktet Ceramida och familjen Melolonthidae. Inga underarter finns listade.